# Dualna krivulja
Dualna krivulja je v projektivni geometriji za dano krivuljo {\displaystyle C\,} krivulja v dualni projektivni ravnini, ki jo sestavlja množica tangentnih premic na {\displaystyle C\,}. Obstoja preslikava iz krivulje v njeno dualno obliko .  

## Parametrična oblika dualne krivulje
Za parametrično določeno krivuljo je dualna krivulja definirana s parametričnima enačbama
{\displaystyle X[x,y]={\frac {y'}{yx'-xy'}}}
{\displaystyle Y[x,y]={\frac {x'}{xy'-yx'}}}
Dualna točka prevoja nam da točko obrata. Dve točki, ki imata skupno tangento, bosta dali točko, kjer dualna krivulja seka samo sebe. 

## Lastnosti

### Gladke krivulje
- Če je {\displaystyle X\,} gladka algebrska krivulja s stopnjo {\displaystyle d>1}, potem je dualna krivulja (običajno singularna) ravninska krivulja s stopnjo {\displaystyle d(d-1)}.

- Če je {\displaystyle d>2}, potem je {\displaystyle d-1>1} in je {\displaystyle d(d-1)>d} in dualna krivulja mora biti singularna.

- Če je {\displaystyle d=2}, je tudi stopnja dualne krivulje tudi 2. Dualna krivulja stožnice je tudi stožnica.

- Dualna krivulja premice je točka.

### Singularne krivulje
- za poljubno ravninsko algebrsko krivuljo {\displaystyle X\,} s stopnjo {\displaystyle d>1} je njena dualna krivulja ravninska s stopnjo {\displaystyle d(d-1)-\delta }, kjer je {\displaystyle \delta } število singularnosti na krivulji {\displaystyle X\,}. Pri tem se vse singularnosti ne upoštevajo enako. Vsak vozel se množi z 2, vsaka točka obrata s 3.

## Posplošitve
Podobno je pri posplošitvah na več razsežnosti. Pri tem dobimo hiperploskve, ker v vsaki točki tangentnega prostora dobimo družino hiperploskev. Te definirajo dualno hiperploskev v dualnem prostoru. 
Za poljubno zaprto podvarieteto {\displaystyle X\,} v projektivnem prostoru tvori množica hiperravnin, ki so tangentne v neki točki {\displaystyle X\,}, zaprto podvarieteto dualno projektivni ravnini.   